# Toussaint-Gaspard Taconet
Toussaint-Gaspard Taconet, né en juillet 1730 à Paris et mort le 29 décembre 1774 à l'Hopital de la Charité à Paris, est un comédien français, acteur et poëte.

## Biographie
Fils d’un menuisier, qui le destinait à sa profession, Taconet s’est surtout fait remarquer par ses tours d’imitation, au collège, dont on a été obligé de le retirer avant la fin de ses études parce qu’il n’aimait pas les régents. Mis à dix-sept ans à l’atelier, où il s’ennuie, cet observateur des charlatans du Pont-Neuf s’est mis à faire des scènettes dans les cabarets. 
Ayant commencé à composer des vers et des chansons, par amour pour une voisine, il s’est embaucher comme machiniste au Théâtre français. Ayant perdu cet emploi à la suite d’une maladresse commise à la suite d’un excès de boisson, son amoureuse l’a fait engager à l’Opéra-comique, dont le théâtre était alors au théâtre de la foire.
La foire finie, il a voulu enrichir le théâtre de ses productions, mais les spectacles de la foire disparus, les directeurs indemnisés, il a été obligé de retourner à la boutique de son père, bientôt à nouveau quittée pour aller travailler dans les ateliers des Menus-Plaisirs, avant de devenir souffleur à la Comédie-Française et à l’Opéra-Comique. C’était ne pas quitter le théâtre. Nicolet étant passé du théâtre de la foire au boulevard du Temple, où il faisait représenter des opéras-comiques et des pièces du répertoire de la Comédie-Italienne, il lui a offert ses services comme acteur et comme auteur, et attiré la foule à son théâtre.
Quelque dissipée qu’ait été sa vie, il n’en remplissait pas moins ses devoirs avec exactitude mais, dès qu’il était rendu à lui-même, il se livrait sans réserve aux plaisirs. il s’était même arrangé, dans la crainte qu’on ne vienne le troubler lorsqu’il était en goguette, pour qu’on ne sache jamais où il était, même où il logeait. Lorsque la maladie prématurée, qu’on ne peut attribuer qu’à son intempérance, l’a mis au lit de la mort, son directeur ignorait et cherchait les motifs de son absence. Il demandait partout à grands cris « son Taconet ». Ayant enfin appris qu’il était à la Charité, dans un état désespéré. « Sauvez mon Taconet, s’écria-t-il, en s’adressant aux frères de la charité, sauvez-le, je vous donnerai cent louis… », mais tous les secours de la faculté n’ont pu le ramener à la vie.
Dans trop d’eau s’éteint Poinsinet, 

Et dans trop de vin Taconet.
— Pierre-Antoine de La Place
Il a composé environ quatre-vingts pièces de farces et comédies pour divers théâtres, dont vingt-quatre seulement ont été imprimées. Il est lui-même devenu un personnage de théâtre, dans Taconnet, ou L’acteur des boulevards d’Antony Béraud et Clairville et Préville et Taconnet, ou La comédie sur le boulevard de Jean-Toussaint Merle et Nicolas Brazier.

## Théâtre
- Le Labyrinthe d’amour, opéra-comique, théâtre de Rouen, 1749.
- Nostradamus, 1 acte et en vers, Opéra Comique (foire Saint-Germain), 1756.Parodie de Zoroastre.
- Le Poisson d’Avril, parade, 1756.
- L’Ombre de Vadé, opéra-comique, 1759.
- Ésope amoureux, opéra-comique, théâtre de Troyes, 1757.
- Rosemonde, reine de Lombardie, comédie-tragique en 5 actes, théâtre de Lille, 1758.
- La Petite Écosseuse, parodie non jouée, 1759.
- Les Époux par chicane, 2 actes, théâtre de Saint-Germain-en-Laye, 1759.Parodie d’Hypermnestre.
- Les Aveux indiscrets, opéra-comique, joué à Versailles, 1759.
- Cadichon et Babet, parodie de Pirame et Thisbé jouée à la foire Saint-Laurent, 1759.
- La double Étourderie, comédie en 3 actes et en prose, reçue au Théâtre Français et non jouée, 1760.
- Les Foux des Boulevards, opéra-comique, foire Saint-Laurent, 1760.
- Le Juge d’Asnières, comédie en un acte et en vers, aux Boulevards, 1760.
- La Mariée de la Courtille, ou Arlequin Ramponneau, opéra-comique, Foire Saint-Germain, 1760.
- Les Eaux de Passy, opéra-comique, 1760.
- Le Compliment sans compliment, pour l’ouverture, etc., foire Saint-Laurent, 1761.
- Le Bouquet de Louison, opéra-comique, 1761.
- Les Adieux de l’Opéra-Comique, compliment pour la clôture de la foire, 1761.
- Les Muses courtisanes, ou l’Auteur perruquier, opéra-comique, 1761.
- L’Impromptu du jour de l’an, opéra-comique, théâtre de Versailles, 1762.
- Le Compliment de Nicette, prose et vers, foire Saint-Laurent pour l’ouverture, 1763.
- L’Anglais à la foire, 1763.
- L’Impromptu de la foire, ou les Bonnes Femmes mal nommées, foire Saint-Germain, 1763.
- Le Savetier dupe, pièce mêlée de chants, en un acte, Aux Boulevards, 1763.
- Le Savetier avocat, comédie en un acte et en vers (de Restier), retouchée par Taconet, 1763.
- Les Rivaux heureux, ou les Caprices de l’amour, comédie en un acte, 1763.
- Les Écosseuses de la Halle, ambigu poissard, 1763.
- L’Avocat Patelin, mis en vers, comédie en 3 actes, 1763.
- L’École villageoise, opéra-comique, 1763.
- La Calaisienne, ou le Bal de Saint-Cloud, 1763.
- Le Bon ami, ou le Bal de Vincennes, 1763.
- Le Choix imprévu, comédie, 1764.
- Le Bourgeois Petit Maitre, comédie, 1764.
- L’Impromptu de la place Louis XV, comédie, Versailles, 1764.
- Ragotin, ou l’arrivée au tripot, Foire Saint-Germain, 1765.
- L’Heureuse Union, prologue, Boulevards, 1765.
- La Loterie des cœurs, comédie, 1765.
- Les Vendanges, comédie en 2 actes, 1766.
- Le Médecin universel, comédie en 2 actes, 1766.
- Le Niais de Sologne, comédie, 1766.
- Le Baiser donné, le Baiser rendu, opéra-comique, 1767.
- L’Impromptu de la Fête du Temple, 1767.
- Le Charbonnier maître chez lui, opéra-comique, 1766.
- Le Savetier philosophe, ou l’Esprit tiré aux cheveux, parade, 1766.
- La Mariée de la place Maubert, 1766.
- La Femme avare et le Galant escroc, opéra-comique, 1766.
- Les Bourgeois comédiens, ou la Folie à la mode, tragi-comédie lyrique en 5 actes, 1766.
- La Mort du bœuf gras, tragédie pour rire, foire Saint-Germain, 1767.

### Vaudevilles et comédies-parades
- Les Barbouilles de la foire.
- Les Vendanges bourgeoises.
- Le Provençal par amour.
- La Foire Saint-Denis.
- Turlupin et Gauthier Garguille.
- L’Indiscret malgré lui.
- Lazarille.
- Arlequin bon valet.
- Riquet à la Houpe.
- L’Illustre voyageur.
- Les Mariages imprévus.
- Le Mari prudent.
- Démocrite et Héraclite.
- La Querelle des Boulevards.
- L’Artésien par amour, (en manuscrit.)
- Le Charbonnier pas maitre chez lui.
- Le Savetier amoureux de la Bourbonaise.
- L’Homme aux deux femmes.
- La Fête du maitre.
- La Courtisane amoureuse.
- Arlequin belle Dulcinée.
- Arlequin maitre Génin.
- tel Maitre tel Valet.
- Le Contrat.
- Les Étrennes vivantes.

### Pièces données en société
- Alcibiade, ballet héroïque en 3 actes, 1761.
- Le Financier et le Savetier, opéra-comique, 1765, etc.
- Le Savetier gentilhomme, en 3 actes, aux Boulevards, 1766.
- Les Ahuries de Chaillot, ou Gros Jean bel esprit, 1766.
- Le Procès du Chat, comédie, 1767.
- Le Petit Maitre campagnard, comédie, 1767.
- Les Vieillards rivaux, comédie en 3 actes, 1767.

### Œuvres imprimées
- Nouveau choix de pièces, ou Théâtre comique de Province
- L’Auteur ambulant, ou Recueil de pièces représentées sur différens théâtres, tant à Paris qu’en Province, etc.
- Théâtre de campagne.
- Tablettes lyriques
- Jérôme à Fanchonette, avec sa réponse, héroïde, 1759.
- L’Inventaire du pont Saint-Michel.
- Ode, sur la mort de la Reine, 1768, in-4°.
- Mémoires d’un frivolite, par l’auteur ambulant [Taconet], 1761, deux parties in-12, etc.

### Œuvres en ligne
- Fanchonnette à Jérôme : Seconde héroïde poissarde, Paris, 1759, 13 p., in-8° (lire en ligne).
- La Mariée de la Courtille, ou Arlequin Ramponneau : ballet pantomime orné de chants et de danses, représenté pour la première fois à la foire Saint-Germain, le 11 mars 1760, Paris, 16 p., in-8° (lire en ligne).
- Le Compliment sans compliment, Paris, 1761, 23 p., in-8° (lire en ligne).
- Les Adieux de l'Opéra-comique, Paris, 1761, 24 p., in-8° (lire en ligne).
- Les Écosseuses de la halle, Paris, 1767, 47 p., in-8° (lire en ligne).
- La Mort du bœuf gras, Paris, 1767, 16 p., in-8° (lire en ligne).
- Le Baiser donné et le baiser rendu : opéra-comique en 2 actes représenté à Versailles le... 19 mai 1770, à l’occasion du mariage de Mgr. le Dauphin, Paris, 60 p., in-8° (lire en ligne).